# Bruno Amoussou
Bruno Ange-Marie Amoussou (Djakotomey, 2 de juliol de 1939) és un polític beninès líder del Partit Social-Demòcrata (PSD). Va ser president de l'Assemblea Nacional des del 1995 fins al 1999 i ministre de Planificació i Desenvolupament amb el president Mathieu Kérékou, del 1999 al 2005.

## Trajectòria política
L'abril del 1999, Amoussou, que era el candidat favorit de Kérékou per a la presidència de l'Assemblea Nacional, va ser derrotat per Adrien Houngbédji en una votació parlamentària.
Amoussou s'ha presentat a les quatre eleccions presidencials convocades des que, el 1990, es va reinstaurar el règim democràtic. El 1991 va rebre el 5,8% dels vots i va quedar en la quarta plaça, cosa que li va impedir passar a la segona volta. El 1996 també va quedar quart, amb el 7,8% dels vots, i, a través del tercer candidat, Houngbédji, Amoussou va donar suport a Kérékou contra el president Nicéphore Soglo per a la segona volta de les eleccions, en què Kérékou va sortir victoriós. En la primera volta de les eleccions del 2001 va tornar a quedar quart, amb el 8,6% dels vots, però va poder continuar en la cursa electoral quan els candidats del segon i el tercer llocs, Soglo i Houngbédji, van abandonar. Enfront del gran favorit, Kérékou, a qui prèviament havia donat el seu suport per a la segona volta, Amoussou va rebre prop del 16% dels vots.
Amoussou va participar un altre cop en les eleccions presidencials del març del 2006, en què va obtenir cap al 16% dels vots i va quedar en tercer lloc.
El juliol de 2022, Bruno Amoussou es va retirar i va deixar la presidència de la UP a Joseph Djogbenou.